# Super GT Japonés

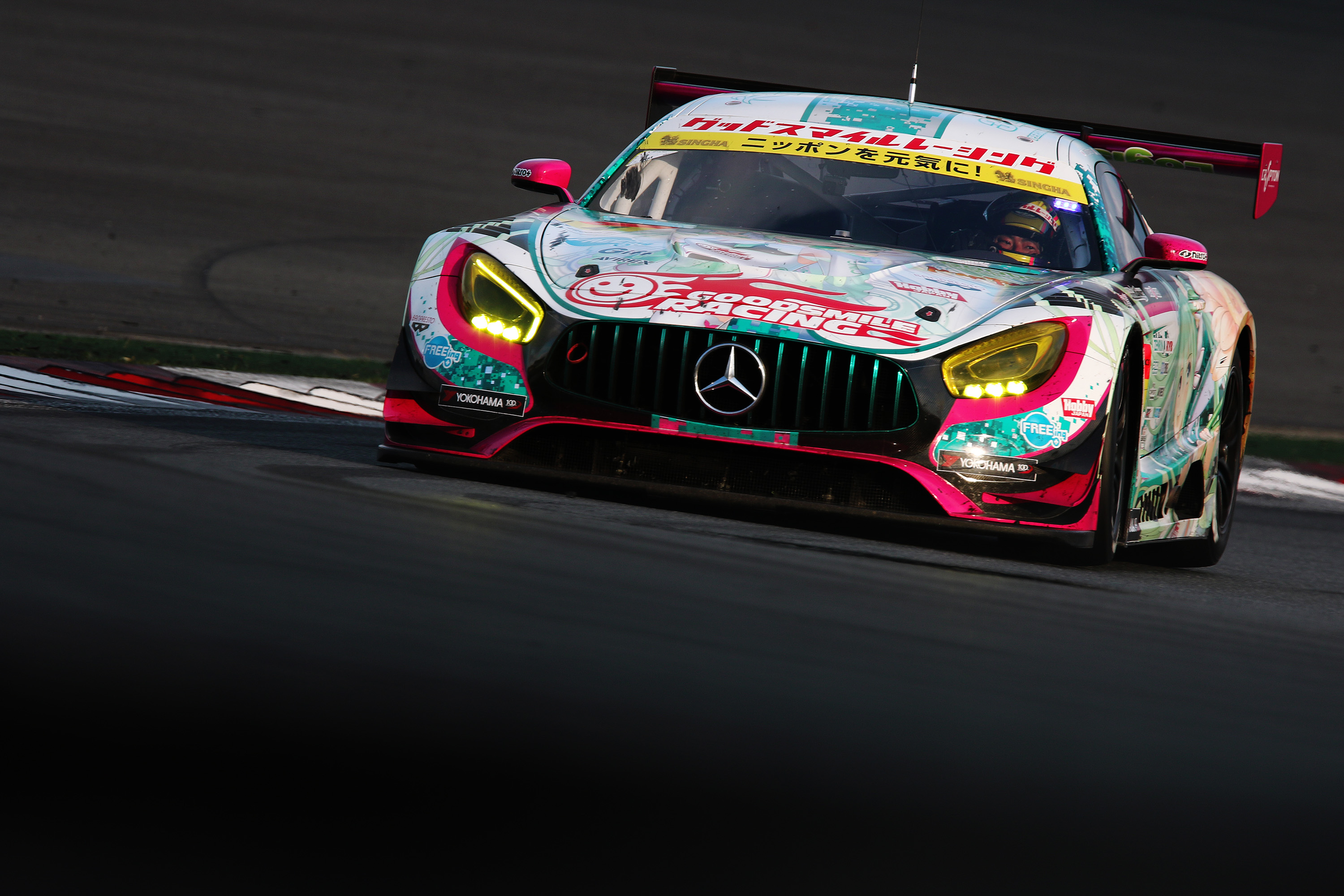
Mercedes-Benz de la clase GT300.

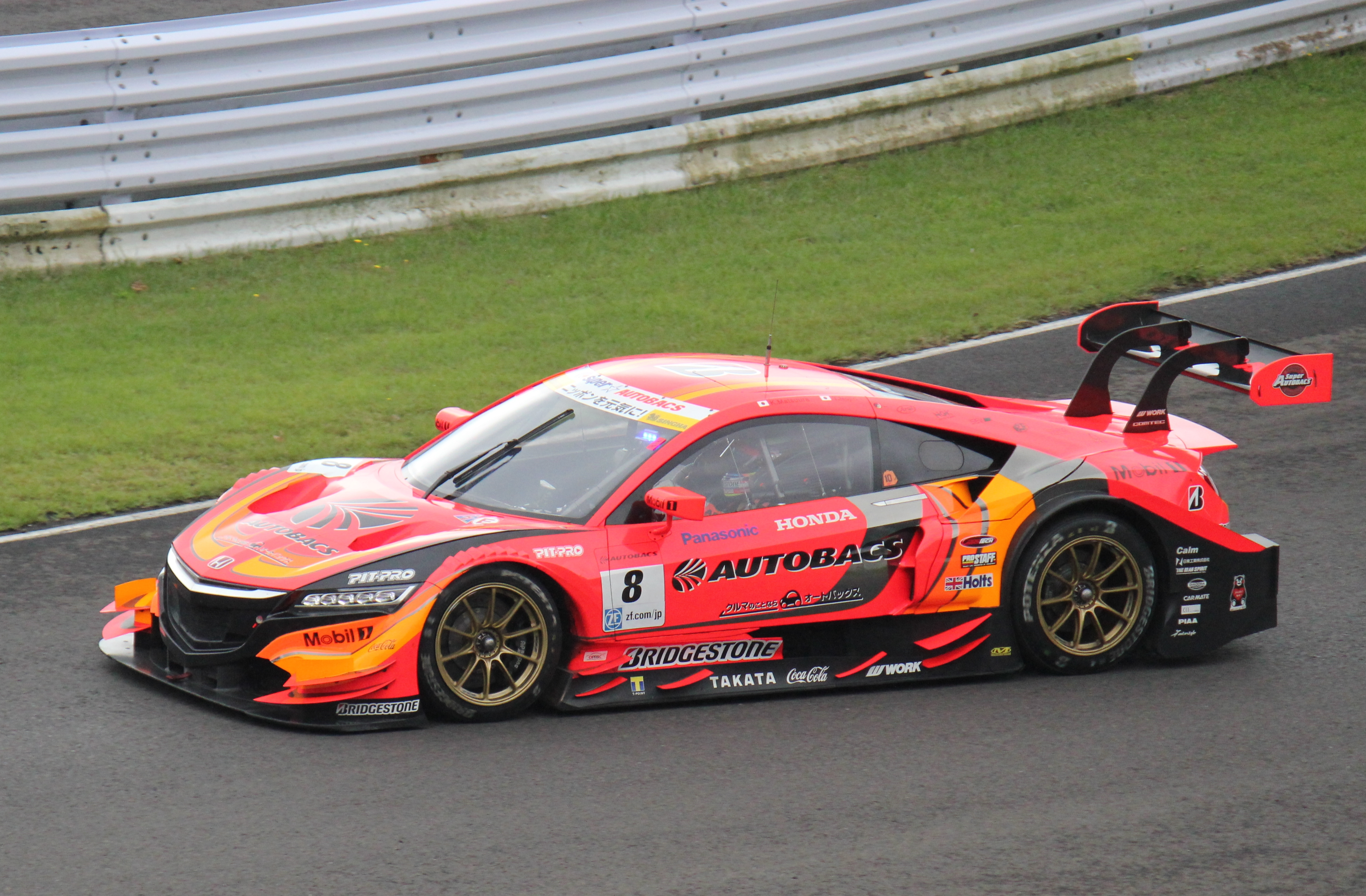
ARTA Honda NSX de Super GT en 2016.

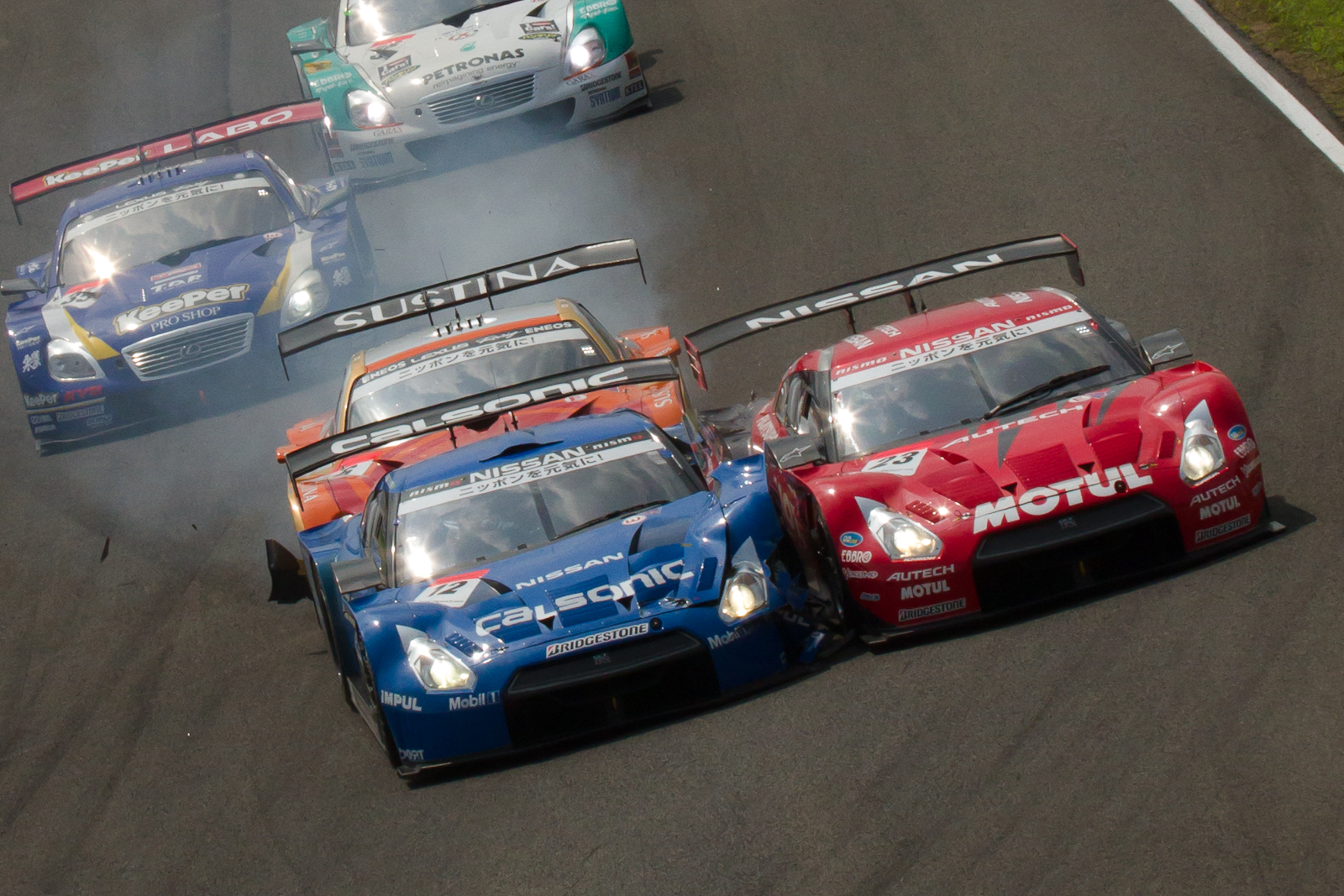
Lucha entre dos Nissan GT-R en la fecha de Sugo del Super GT 2012.

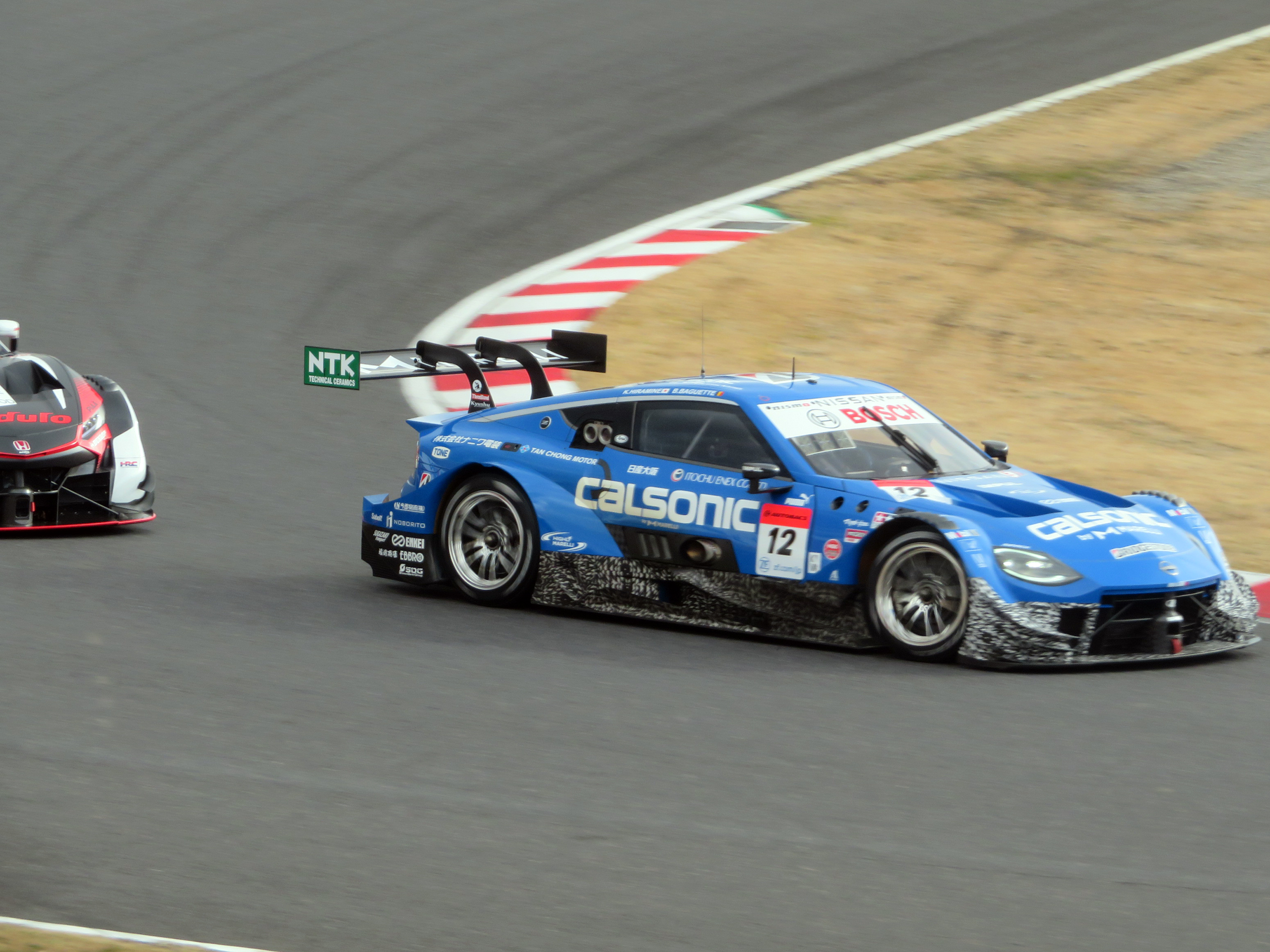
Nissan Z (Z34) de la clase GT500.

El Super GT Japonés (estilizado como SUPER GT) es una competición de gran turismos que se lleva a cabo desde 1993. Originalmente llamada Zen Nihon GT Senshuken (全日本GT選手権?), generalmente era referida como JGTC o All Japan Grand Touring Car Championship, la categoría fue renombrada como Super GT en el año 2005.
La serie es organizada por la Federación Japonesa del Automóvil (JAF) y por la Asociación GT (GTA). Autobacs es el patrocinador principal de la categoría desde 2005.

## Reglamento
Los coches se dividen en dos grupos: GT300 y GT500. Los nombres de las categorías derivan de su límite máximo tradicional de caballos de fuerza.
Los GT300, limitados a 300 CV de potencia, tienen restricciones mayores para modificaciones con respecto a las versiones de calle. Hay una variedad mucho mayor de modelos dado el menor nivel de costos.
En 2014, el Super GT utilizó el mismo reglamento técnico que en la temporada 2012 del Deutsche Tourenwagen Masters. A partir de 2020, el Super GT se adaptó a las especificaciones del campeonato alemán: motor turbo de cuatro cilindros de dos litros, con 608 CV de potencia máxima. Estos cambios se dieron con el fin de fusionar los reglamentos bajo el nombre de Class One.

## Circuitos
- Autopolis (2005-2009, 2011-2015, 2017-2019, 2021-)
- Chang (2014-2019)
- Fuji (2005-2021-)
- Motegi (2005-2021-)
- Okayama (2005-2016, 2021-)
- Sugo (2005-2019, 2021-)
- Suzuka (2005-2021-)
- Sepang (2005-2013)

En negrita, presentes en la temporada 2023.

## Campeones

### Pilotos
| Año  | GT500                                | GT500                 | GT300                                  | GT300                  |
| Año  | Pilotos                              | Automóvil             | Pilotos                                | Automóvil              |
| ---- | ------------------------------------ | --------------------- | -------------------------------------- | ---------------------- |
| 2005 | Toranosuke Takagi Yuji Tachikawa     | Toyota Supra          | Kota Sasaki Tetsuya Yamano             | Toyota MR-S            |
| 2006 | Juichi Wakisaka André Lotterer       | Lexus SC              | Tetsuya Yamano Hiroyuki Iiri           | Mazda RX-7             |
| 2007 | Daisuke Ito Ralph Firman             | Honda NSX             | Kazuya Oshima Hiroaki Ishiura          | Toyota MR-S            |
| 2008 | Satoshi Motoyama Benoît Tréluyer     | Nissan GT-R           | Kazuki Hoshino Hironobu Yasuda         | Nissan Fairlady Z      |
| 2009 | Juichi Wakisaka André Lotterer       | Lexus SC              | Manabu Orido Tatsuya Kataoka           | Lexus IS               |
| 2010 | Takashi Kogure Loïc Duval            | Honda HSV-010 GT      | Kazuki Hoshino Masataka Yanagida       | Nissan Fairlady Z      |
| 2011 | Ronnie Quintarelli Masataka Yanagida | Nissan GT-R           | Nobuteru Taniguchi Taku Bamba          | BMW Z4                 |
| 2012 | Ronnie Quintarelli Masataka Yanagida | Nissan GT-R           | Kyosuke Mineo Naoki Yokomizo           | Porsche 911            |
| 2013 | Kōhei Hirate Yuji Tachikawa          | Lexus SC              | Hideki Mutoh Yuhki Nakayama            | Honda CR-Z             |
| 2014 | Tsugio Matsuda Ronnie Quintarelli    | Nissan GT-R           | Tatsuya Kataoka Nobuteru Taniguchi     | BMW Z4                 |
| 2015 | Tsugio Matsuda Ronnie Quintarelli    | Nissan GT-R           | André Couto                            | Nissan GT-R NISMO GT3  |
| 2016 | Heikki Kovalainen Kōhei Hirate       | Lexus RC F            | Takeshi Tsuchiya Takamitsu Matsui      | Toyota 86 MC           |
| 2017 | Ryo Hirakawa Nick Cassidy            | Lexus LC 500          | Tatsuya Kataoka Nobuteru Taniguchi     | Mercedes-AMG GT3       |
| 2018 | Naoki Yamamoto Jenson Button         | Honda NSX             | Naoya Gamou Haruki Kurosawa            | Mercedes-AMG GT3       |
| 2019 | Kazuya Oshima Kenta Yamashita        | Lexus LC 500          | Shinichi Takagi Nirei Fukuzumi         | Honda NSX GT3 Evo      |
| 2020 | Tadasuke Makino Naoki Yamamoto       | Honda NSX             | Kiyoto Fujinami João Paulo de Oliveira | Nissan GT-R NISMO GT3  |
| 2021 | Yuhi Sekiguchi Sho Tsuboi            | Toyota GR Supra GT500 | Takuto Iguchi Hideki Yamauchi          | Subaru BRZ GT300 (ZD8) |
| 2022 | Kasuki Hiramine Bertrand Baguette    | Nissan Z (Z34) GT500  | Kiyoto Fujinami João Paulo de Oliveira | Nissan GT-R NISMO GT3  |

### Equipos
| Año  | GT500                   | GT500                 | GT300                                  | GT300                  |
| Año  | Equipo                  | Automóvil             | Equipo                                 | Automóvil              |
| ---- | ----------------------- | --------------------- | -------------------------------------- | ---------------------- |
| 2005 | Nismo                   | Nissan Fairlady Z     | Reckless                               | Toyota MR-S            |
| 2006 | TOM'S                   | Lexus SC              | RE Amemiya                             | Mazda RX-7             |
| 2007 | Aguri                   | Honda NSX             | Cars Tokai Dream 28 Privée Kenzo Asset | Mooncraft Shiden.      |
| 2008 | TOM'S                   | Lexus SC              | MOLA                                   | Nissan Fairlady Z      |
| 2009 | TOM'S                   | Lexus SC              | Racing Project Bandoh                  | Lexus IS               |
| 2010 | Weider                  | Honda HSV-010 GT      | Hasemi                                 | Nissan Fairlady Z      |
| 2011 | MOLA                    | Nissan GT-R           | GSR&Studie with TeamUKYO               | BMW Z4                 |
| 2012 | MOLA                    | Nissan GT-R           | Taisan                                 | Porsche 911            |
| 2013 | Cerumo                  | Lexus SC              | Mugen                                  | Honda CR-Z             |
| 2014 | Nismo                   | Nissan GT-R           | Gainer                                 | Mercedes-Benz SLS AMG  |
| 2015 | Nismo                   | Nissan GT-R           | Gainer                                 | Nissan GT-R NISMO GT3  |
| 2016 | Lexus Team SARD         | Lexus RC F            | VivaC team Tsuchiya                    | Toyota 86 MC           |
| 2017 | Lexus Team KeePer TOM'S | Lexus LC 500          | Goodsmile Racing & Team Ukyo           | Mercedes-AMG GT3       |
| 2018 | Team Kunimitsu          | Honda NSX             | K2 R&D LEON Racing                     | Mercedes-AMG GT3       |
| 2019 | Lexus Team KeePer TOM'S | Lexus LC 500          | Autobacs Racing Team Aguri             | Honda NSX GT3 Evo      |
| 2020 | Team Kunimitsu          | Honda NSX             | Kondō Racing                           | Nissan GT-R NISMO GT3  |
| 2021 | TGR Team au TOM'S       | Toyota GR Supra GT500 | R&D Sport                              | Subaru BRZ GT300 (ZD8) |
| 2022 | Team Impul              | Nissan Z (Z34) GT500  | Kondo Racing                           | Nissan GT-R NISMO GT3  |

## Estadísticas

### Constructores con más títulos en el campeonato de pilotos

#### GT500
| N.º | Constructor | Títulos | Años                                     |
| --- | ----------- | ------- | ---------------------------------------- |
| 1   | Lexus       | 7       | 2006, 2008, 2009, 2013, 2016, 2017, 2019 |
| 2   | Nissan      | 6       | 2005, 2011, 2012, 2014, 2015, 2022       |
| 3   | Honda       | 4       | 2007, 2010, 2018, 2020                   |
| 4   | Toyota      | 1       | 2021                                     |

#### GT300
| N.º | Constructor     | Títulos | Años                         |
| --- | --------------- | ------- | ---------------------------- |
| 1   | Nissan          | 5       | 2008, 2010, 2015, 2020, 2022 |
| 2   | Toyota          | 2       | 2005, 2016                   |
| 2   | BMW             | 2       | 2011, 2014                   |
| 2   | Mercedes-Benz   | 2       | 2017, 2018                   |
| 2   | Honda           | 2       | 2013, 2019                   |
| 3   | Mazda           | 1       | 2006                         |
| 3   | Mooncraft/Riley | 1       | 2007                         |
| 3   | Porsche         | 1       | 2012                         |